# 紅優
紅優（日语：／ Kō Yū，1960年—），日本男性動畫師、動畫演出家、動畫導演。出身於大阪府。本名，這個名字也用作筆名。

## 人物
- 自1980年代後期以來，他一直活躍於動畫演出家的領域[2]。在1990年代，他也使用這個名字。
- 他經常與河原勇次（日语：河原ゆうじ）、等人合作。
- 在成為自由工作者工作後，他加入了三次元[2]。從那時起，他主要參與該公司的製作。
- 在創作作品時，他非常重視故事、演員（在動畫中則是角色的魅力）和音樂的融合[2]。
- 其執導作品《劇場版 ARGONAVIS 流星伴奏》雖然是電視動畫的總集篇，但他在偶然的機會看了同作品的電視動畫版，並想到「如果是我，我也會這樣做」[2]。

## 參加作品

### 電視動畫
1986年
- 加油！吉塔斯（—1987年，分鏡、演出）
- 綠野仙蹤（日语：オズの魔法使い (テレビアニメ)）（—1987年，原畫）

1987年
- 橙路（—1988年，分鏡、演出、OP動畫[a]）※森川滋名義
- 妙手小廚師（—1989年，分鏡）

1988年
- 燃燒吧！哥哥（分鏡、演出）※森川滋名義。

1989年
- 比利犬商會（日语：ビリ犬）（演出）
- YAWARA！（—1992年，分鏡、演出）※森川滋名義。

1990年
- 羅賓漢大冒險（分鏡、演出）
- 亂馬½ 熱鬥篇（分鏡）※湊屋夢吉名義。

1991年
- 機甲警察金屬傑克（分鏡、演出）
- 海底兩萬哩（分鏡、演出）

1993年
- 熱血最強哥修羅（—1994年，分鏡、演出、OPCG演出）

1994年
- 霸王大系龍騎士（—1995年，分鏡、演出）
- 幸運超人（—1995年，分鏡、演出）

1995年
- 獸戰士Gulkeeva（日语：獣戦士ガルキーバ）（分鏡、演出）
- 夢幻遊戲（分鏡）
- 新機動戰記鋼彈W（—1996年，分鏡、演出）

1996年
- 熊之噗太郎（日语：クマのプー太郎）（分鏡）
- 機動新世紀鋼彈X（－1997年，分鏡）
- 名犬萊西（分鏡）
- YAT安心！宇宙旅行（日语：YAT安心!宇宙旅行）（分鏡）
- 名偵探柯南（分鏡）※森川滋名義。
- 超者萊汀（日语：超者ライディーン）（CG演出）※森川滋名義。

1997年
- 小紅豆（分鏡）
- 橫行太保（分鏡）
- 深海人魚傳說（日语：深海伝説MEREMANOID）（—1998年，導演）

1998年
- 炸彈人 彈珠人爆外傳（分鏡）

1999年
- 快感指令（日语：快感・フレーズ）（分鏡）
- 放屁實驗動畫 迷糊女戰士（—2000年，演出）

2000年
- DINOZAURS:THE SERIES（日语：ダイノゾーン）（分鏡）

2001年
- GEAR戰士電童（分鏡）
- 新白雪姬傳說（分鏡、OP分鏡&演出）
- Z.O.E Dolores, i（日语：Z.O.E Dolores,i）（OP演出）
- ANGELIC LAYER 天使領域（演出）
- 銀河冒險戰記 the second stage（分鏡、演出）
- 戰鬥陀螺（分鏡）
- 頑皮小白貂（—2002年，分鏡）

2002年
- 被喊了就蹦出來！小哈欠（日语：よばれてとびでて!アクビちゃん）（演出）
- 最終幻想：無限（分鏡、演出）
- 最終兵器少女（演出、OP&ED分鏡&演出）
- 陸上防衛隊（分鏡）
- 超重神GRAVION（演出）
- 馭龍少年（—2003年，分鏡）
- 彩夢芭蕾（—2003年，分鏡、演出）

2003年
- STRATOS 4（日语：ストラトス・フォー）（分鏡、OP分鏡&演出、ED分鏡&演出）
- 高機動幻想 ～嶄新之行軍歌～（日语：ガンパレード・マーチ 〜新たなる行軍歌〜）（OP分鏡&演出）
- 成惠的世界（OP分鏡&演出）
- 萬花筒之星（OP導演）
- 灌籃少年（分鏡）
- GAD GUARD（演出）
- 聖槍修女（—2004年，導演）

2004年
- 御伽草子（分鏡、演出）
- 巖窟王（演出）

2005年
- LOVELESS（導演）
- 植木的法則（—2006年，編劇）
- BLOOD+（—2006年，分鏡、第1期OP分鏡&演出）

2006年
- 水星領航員 The NATURAL（第1&2期ED演出）
- 櫻蘭高校男公關部（OP分鏡&演出）
- 守護！蘿莉波普（日语：まもって!ロリポップ）（分鏡）
- 不可思議星球的☆雙胞胎公主（分鏡）
- 少年陰陽師（—2007年，分鏡）

2007年
- 不可思議星球的☆雙胞胎公主Gyu！（分鏡）
- 羅比與克羅比（日语：ロビーとケロビー）（導演）
- 零之使魔 ～雙月的騎士～（導演）
- 君吻 pure rouge（分鏡）

2008年
- 幻影少年（導演[3]）
- 零之使魔 ～三美姬的輪舞～（導演、分鏡）
- 守護甜心!! 心跳（—2009年，分鏡）

2009年
- 海物語 ～有你相伴～（系列導演、分鏡）

2010年
- 逆轉監督（導演）

2011年
- 青之驅魔師（分鏡）
- 歌之王子殿下 真愛1000%（導演、編劇、分鏡、主題曲動畫分鏡）

2012年
- 激戰！彈珠人（分鏡）
- 宇宙兄弟（分鏡）
- Smile 光之美少女！（演出）※森川滋名義。

2013年
- 歌之王子殿下 真愛2000%（導演[b]、劇本統籌[b]、編劇、分鏡）

2015年
- 鋼彈創戰者TRY（分鏡）
- 六花的勇者（分鏡）

2016年
- 魯邦三世 PART IV（分鏡）
- 美少女戰士Crystal 死亡月亮篇（分鏡）
- 爆音少女!!（分鏡）

2017年
- 飆速宅男 NEW GENERATION（分鏡）
- 火影忍者疾風傳（分鏡）
- 卡片鬥爭!! 先導者G NEXT（分鏡）
- KiraKira☆光之美少女 A La Mode（分鏡）

2018年
- 飆速宅男 GLORY LINE（分鏡）
- 屁屁偵探（分鏡）
- 索斯機械獸WILD（分鏡）
- 新幹線變形機器人 新卡利昂（分鏡）

2019年
- Dr.STONE 新石紀（分鏡）
- Star☆Twinkle 光之美少女（分鏡）
- 卡片鬥爭!! 先導者 (2018年版)（—2020年，分鏡）

2020年
- 織田肉桂信長（分鏡）
- 更多！怪傑佐羅力（分鏡）
- 卡片鬥爭!! 先導者外傳 -if-（分鏡）
- Healin' Good ♥ 光之美少女（分鏡）
- 勇者鬥惡龍 達伊的大冒險 (2020年版)（分鏡）
- A3！（分鏡）

2021年
- D4DJ First Mix（分鏡）
- D_CIDE TRAUMEREI THE ANIMATION（顧問、分鏡）※森川滋名義。

2022年
- BLUE LOCK 藍色監獄（—2023年，分鏡）※森川滋名義。

2023年
- MIX MEISEI STORY 2ND SEASON ～第二個夏天，邁向晴空～（分鏡）※森川滋名義。

2025年
- 聖騎士之戰 -奮戰-：DUAL RULERS（導演[4]、分鏡）※森川滋名義。

### 電影動畫
1986年
- 劇場版 A子計劃（演出）※森川滋名義。

2001年
- 頭文字D Third Stage（ED分鏡）
- 秀逗魔導士PREMIUM（演出）

2015年
- Pokemon the movie XY 光環的超魔神 胡帕（分鏡）

2017年
- 劇場版 見習神仙精靈：引發奇蹟吧♪特普露與心跳神仙精靈界！（分鏡）

2021年
- 劇場版 ARGONAVIS 流星伴奏（導演[5]）※森川滋名義

2023年
- 劇場版 ARGONAVIS AXIA（導演）※森川滋名義。

### OVA
1989年
- 橙路：夏威夷驚魂記（導演、分鏡）※森川滋名義。
- 風魔小次郎（分鏡、演出）※森川滋名義。
- A子計劃 完結篇（構成・演出）※森川滋名義。
- 福星小子：捉住那顆心（演出）※森川滋名義。

1990年
- A-Ko The VS / BLUE SIDE（構成、演出）※森川滋名義。

1991年
- 福星小子：少女麻疹的恐怖（分鏡）※森川滋名義。

### 網路動畫
2020年
- 鋼彈創戰潛行者Re:RISE（分鏡）

### 遊戲
2005年
- 狂野歷險 the 4th Detonator（日语：ワイルドアームズ ザ フォースデトネイター）（OP動畫分鏡&演出、ED動畫分鏡&演出）

## 腳註

## 相關項目
- 日本動畫師列表（日语：アニメ関係者一覧）